# Carlo Verdelli
Carlo Verdelli (geboren 15. Juli 1957 in Mailand) ist ein italienischer Journalist.

## Leben
Carlo Verdelli begann als Journalist in der Mailänder Redaktion der Zeitung La Repubblica. Er ging zum Verleger Mondadori und arbeitete bei dessen Zeitschriften Duepiù und Panorama Mese. 1986 wechselte er zu Epoca und stieg dort zum  stellvertretenden Chefredakteur auf. Ab 1994 arbeitete er bei der Wochenendausgabe Sette des Corriere della Sera und wechselte dort in die Position des stellvertretenden Chefredakteurs der Tageszeitung.
Zwischen 2004 und 2006 revitalisierte Verdelli die italienische Version der Wochenzeitung Vanity Fair und ab 2006 machte er die Gazzetta dello Sport populär. 2013 bis 2015 arbeitete er für Repubblica und danach bis 2017 für die Rai.
Verdelli wurde 2019 Chefredakteur der Repubblica und wurde, nach einem Besitzerwechsel zur GEDI Gruppo Editoriale, am 23. April 2020 entlassen.

## Schriften (Auswahl)
- I sogni belli non si ricordano. Mailand : Garzanti, 2014, ISBN 978-88-11-68286-8
- Roma non perdona. Come la politica si è ripresa la RAI. Mailand : Giangiacomo Feltrinelli, 2019